# Elezioni amministrative in Italia del 1948
Le elezioni comunali del 1948 coinvolsero quei comuni italiani che erano andati in crisi dopo due soli anni dal ristabilimento democratico, ma anche tutte le località della Provincia di Bolzano e della Provincia di Gorizia, le quali erano state restituite solo ora al governo italiano dall'AMGOT in seguito alla firma del trattato di pace del 1947.

## Elezioni comunali

### Bolzano
| Liste                               | Voti  | %    | Seggi |
| ----------------------------------- | ----- | ---- | ----- |
| Südtiroler Volkspartei (SVP)        | 9.062 | 30,8 | 13    |
| Democrazia Cristiana (DC)           | 7.167 | 24,3 | 10    |
| Partito Socialista Italiano (PSI)   | 4.057 | 13,8 | 6     |
| Unità Socialista (US)               | 3.808 | 12,9 | 5     |
| Partito Comunista Italiano (PCI)    | 3.275 | 11,1 | 4     |
| Movimento Sociale Italiano (MSI)    | 1.445 | 4,9  | 2     |
| Partito Repubblicano Italiano (PRI) | 649   | 2,2  | -     |
| Totale                              |       |      | 40    |

### Ancona
| Liste                                             | Voti   | %    | Seggi |
| ------------------------------------------------- | ------ | ---- | ----- |
| Partito Comunista Italiano (PCI)                  | 16.113 | 36,4 |       |
| Democrazia Cristiana (DC)                         | 11.101 | 25,1 |       |
| Partito Repubblicano Italiano (PRI)               | 10.619 | 24,1 |       |
| Partito Socialista Italiano (PSI)                 | 3.414  | 7,7  |       |
| Partito Socialista dei Lavoratori Italiani (PSLI) |        | 4,5  |       |
| Movimento Sociale Italiano (MSI)                  | 1.037  | 2,3  |       |
| Totale                                            |        |      |       |

### Pescara
| Liste                                             | Voti   | %    | Seggi |
| ------------------------------------------------- | ------ | ---- | ----- |
| Fronte Democratico Popolare (PCI-PSI-Sinistre)    | 13.650 | 48,6 |       |
| Democrazia Cristiana (DC)                         | 7.796  | 27,7 |       |
| Blocco Nazionale (BN)                             | 4.551  | 16,2 |       |
| Partito Socialista dei Lavoratori Italiani (PSLI) | 1.144  | 4,1  |       |
| Partito Repubblicano Italiano (PRI)               | 949    | 3,4  |       |
| Totale                                            |        |      |       |